# Supranaturalismus
Supranaturalismus (von lateinisch supra „über“; natura „Natur“) ist in Theologie und Philosophie als metaphysischer Standpunkt die Annahme einer Existenz von Übernatürlichem: das heißt von Strukturen oder Objekten, die nicht Teil der sinnlich wahrnehmbaren und wissenschaftlich fassbaren Welt der Dinge sind, sondern dieser zugrunde liegen oder sie überschreiten. Diese „zweite Seite der Welt“ verweist auf den Begriff der Transzendenz. In etwa diesem Sinne hat neben anderen auch Immanuel Kant den Ausdruck Supranaturalismus prominent verwendet, meint damit spezifisch aber vor allem, dass die genannte Voraussetzung ein erkenntnistheoretisches Fundament darstellt. Im (protestantischen) Christentum wird mit Supranaturalismus im engeren Sinne die Annahme einer göttlichen Offenbarung gemeint, deren Gehalt den menschlichen Verstand übersteigt, die aber dennoch erfahrbar ist.
Die wesentliche konträre Gegenposition zum Supranaturalismus wird als Naturalismus bezeichnet. Naturalismus in diesem Sinne meint, dass alles natürliche Ursachen hat und dass es nichts Übernatürliches gibt.

## Christlicher Supranaturalismus
In der protestantischen Theologie ist nach Julius Wegscheider Supranaturalismus „die Denkart, nach welcher man eine von Gott unmittelbar und übernatürlich mitgeteilte Erkenntnis glaubt, die als solche schlechthin über die Vernunft erhaben ist“, wozu auch der Glaube an eine übernatürliche Offenbarung gehört. In der Begründung wird an dieser Stelle dann gern auf Immanuel Kant verwiesen, der der menschlichen Vernunft die Möglichkeit abspricht, bezüglich der Mitteilung Gottes zu Erkenntnissen zu gelangen. Christus wird hiernach als der Garant der göttlichen Autorität der Schrift gesehen, die aber dennoch teilweise im rationalistischen Sinn ausgelegt wird.
Geschichtlich hat der (protestantische) Supranaturalismus seine Wurzeln in Württemberg, wo die Universität Tübingen nahezu frei von Rationalismus bleibt. Die ältere supranaturalistische Tübinger Schule ist mit dem Namen Gottlob Christian Storr verbunden. Weitere Tübinger Vertreter sind die Brüder Johann Friedrich Flatt und Carl Christian von Flatt, Nathanael Friedrich von Köstlin, Friedrich Gottlieb Süskind und Friedrich Steudel. In Norddeutschland ist der Dresdner Oberhofprediger Franz Volkmar Reinhard zu nennen. Zur Norddeutschen Gruppe gehören auch Georg Christian Knapp, Johann August Heinrich Tittmann, Johann Friedrich Kleuker und Ernst Sartorius.

## Rationalistischer Supranaturalismus
Zwischen Rationalismus und Supranaturalismus vermittelnd steht der so genannte rationalistische Supranaturalismus (auch: supranaturalistischer Rationalismus), mit dem die trotz gegenseitiger Polemik enge Verwandtschaft zwischen Supranaturalismus und Rationalismus explizit wird – zumal die eigentlichen Gegensätze im Supranaturalismus vs. Naturalismus und im Rationalismus vs. Irrationalismus zu liegen hätten. Das Christentum gilt dabei zunächst als Vernunftreligion; siehe dazu auch Natürliche Theologie. Ihr Ursprung aber liegt in der unmittelbaren göttlichen Offenbarung, deren Sinn erzieherisch verstanden wird.
Vertreter dieser Position
- Ebenezer Gay (1696–1783)
- Karl Ludwig Nitzsch (1751–1831)
- Gottlieb Jacob Planck (1751–1833)
- Johann Gottfried Eichhorn (1752–1827)
- Karl Friedrich Stäudlin (1761–1826)
- Christoph Friedrich Ammon (1766–1850)
- Ernst Gottlieb Bengel (1769–1826)
- Karl Gottlieb Bretschneider (1776–1848)
- Heinrich Gottlieb Tzschirner (1778–1828)

## Buddhistischer Supranaturalismus
Der Buddhismus ist nicht theistisch, sehr wohl aber supranaturalistisch. Supranaturalistisch sind vor allem die Elemente der Wiedergeburt und des Karmas. Beide stammen aus dem Hinduismus. Buddhisten glauben, dass im Leben veränderte unpersönliche geistige Anteile eines Menschen (nicht etwa der „Seele“ oder des individuellen Bewusstseins) nach seinem Tod die Existenz eines neuen Menschen mitprägen. Das Karma des Menschen – seine Taten, Gedanken, Absichten und Sehnsüchte – haben demnach einen Einfluss auf die Persönlichkeit eines anderen Menschen. Jeder Mensch lebe viele Leben.
Im Lamaismus gibt es zusätzlich den Glauben an Mantras (mystische Silben) und Mudras (heiliger Kunst) sowie geheime Initiationsriten. Ebenso gibt es im Lamaismus den Glauben an lebende Buddhas als Reinkarnationen hochentwickelter Wesen, die auf der Erde bleiben und andere Menschen retten. Der Lamaismus ist daher stark supranaturalistisch.
Der Säkulare Buddhismus lehnt diese beiden Elemente ab und konzentriert sich auf die Lehre des Buddha. Er ist daher eher naturalistisch und eher eine Philosophie, weniger eine Religion. Statt dogmatischer Glaubensüberzeugungen (Wiedergeburt) oder fixierter ritueller Praktiken steht die direkte persönliche Erfahrung im Mittelpunkt. Die Praktizierenden werden ermutigt, die Lehren selbst zu erkunden und zu überprüfen, um zu sehen, ob sie persönlich dazu beitragen, ihr Leben und das der anderen zu bereichern. Auf diese Weise wird jeder Praktizierende zur kritischen Betrachtung der Lehren und Praktiken ermutigt.
Das Beispiel Buddhismus zeigt, dass es in einer Religion verschiedene Strömungen geben kann von Naturalismus bis zu starkem Supranaturalismus.